# Landkreis Leipziger Land
Landkreis Leipziger Land är en Landkreis i nordvästra delen av den tyska delstaten Sachsen med Borna som huvudort. Här bor 148 138 personer (september 2005). Bilarna har L, BNA eller GHA på nummerskyltarna.

## Geografi
Landkreis Leipziger Land gränsar i norr till Landkreis Delitzsch och den kreisfria staden Leipzig, i öster Muldentalkreis, i sydost Landkreis Mittweida, i söder Landkreis Altenburger Land (Thüringen) och i väster Landkreis Burgenlandkreis, Landkreis Weißenfels och Landkreis Merseburg-Querfurt (alla tre i Sachsen-Anhalt).

## Historia
Landkreis Leipziger Land kom till 1994 genom sammanslagningen av Landkreisena Leipzig, Borna och Geithain. Ännu har man inte kunnat enas om en gemensam bokstavskombination för nummerskyltarna.
Den 1 augusti 2008 slogs Landkreis Leipziger Land och Muldentalkreis samman för att bilda det nya Landkreis Leipzig.

## Administrativ indelning
Följande städer och Gemeinden ligger i Landkreis Leipziger Land (invånarantal 2005):

### Städer
- Böhlen (7.008)
- Borna (22.566)
- Frohburg (7.899)
- Geithain (6.382)
- Groitzsch (8.565)
- Kitzscher (6.096)
- Kohren-Sahlis (3.100)
- Markkleeberg (23.772)
- Markranstädt (15.291)
- Pegau (4.744)
- Regis-Breitingen (4.302)
- Rötha (4.030)
- Zwenkau (8.971)

### Gemeinden
- Deutzen (2.068)
- Elstertrebnitz (1.520)
- Espenhain (2.718)
- Eulatal (3.602)
- Großpösna (5.604)
- Kitzen (2.025)
- Lobstädt (2.647)
- Narsdorf (1.876)
- Neukieritzsch (3.352)

1. ↑  hämtat från: tyskspråkiga Wikipedia.[källa från Wikidata]